# Медузи
Вижте пояснителната страница за други значения на Медуза.
 Тази статия е за нетаксономичната група.  За подтипа вижте Медузи (подтип).  
Медузите (Medusozoa) са подтип безгръбначни животни от тип мешести, обитаващи солените, или много по-рядко, сладките води. Те са сред първите многоклетъчни животни. Медузите са се появили преди повече от 700 млн. години.
Тялото им прилича на диск, по ръба на който са разположени пипалата. Медузата се придвижва, като периодично свива и отпуска тялото си.
Най-голямата измерена медуза в света тежи 381 kg.
Медузите нямат мозък, но нервната им система им позволява да усещат и да реагират бързо на външни дразнения, като светлина и разни миризми. Хранят се с малки риби или зоопланктон, които улавят с пипалата си. Трябва да се избягват в морето, защото изпускат отрова която дразни кожата. Кубовидната медуза е много опасна – инжектира отровата си, поразяваща нервната система и кръвните клетки. Популацията ѝ бързо се разраства и се откриват все повече и повече видове.
Медузите имат подвижен начин на живот. Слоят пихтиесто вещество между ектодермата и ендодермата е много дебел. Тялото им има форма на чадърче, а устата е от долната страна. Около нея има 4 къси дебели пипала, с които медузите улавят жертвите си. По ръба на чадърчето има тънки пипалца със сетивна функция. Медузите се движат активно, изпълвайки стомашната си празнина с вода и изхвърляйки я като свиват тялото си. При това движение тялото им рязко отскача в противоположната посока. Този начин на движение се нарича реактивен. Някои медузи свиват коремчето си по 100 – 140 пъти в минута.
Тялото им обикновено е прозрачно и съдържа много вода. При някои видове водата е 97 % от масата на тялото.
Медузите живеят и в топли, и в студени (арктически) морета. В Черно море живеят 2 вида – медузата ризостома  и Ушатата медуза аурелия. Някои видове достигат размери до 3 m в диаметър и 20 cm пипалата по чадърчето ѝ.
Съществуват биолуминисцентни медузи, които живеят на много голяма дълбочина (до няколко километра). Те излъчват светлина, която им помага да ловуват, защото привлича плячката им.